# Oberea lateapicalis
Oberea lateapicalis är en skalbaggsart som beskrevs av Maurice Pic 1939. Oberea lateapicalis ingår i släktet Oberea och familjen långhorningar. Inga underarter finns listade i Catalogue of Life.